# ウイングタウン岡崎
ウイングタウン岡崎（WinG toWn）は、愛知県岡崎市羽根町にある大型商業施設である。

## 概要
ローソン・ユナイテッドシネマ岡崎、バロー羽根店、TSUTAYAウイングタウン岡崎店などを核店舗とし、約50店舗が入居している大型商業施設である。
建物は地上3階建て。駐車場の容量は1,360台で、平面のほか、2階の一部と3階、屋上にある。

## 沿革
- 2005年4月 - クラタ産業は本社工場を岡崎市郊外に移転し、同工場跡地（面積4万4,468平方メートル）を再開発する方針を固めた[1]。
- 2006年5月 - クラタ産業は岡崎市羽栗町に移転[2]。
- 2007年11月 - クラタ産業の工場跡地に「ウイングタウン岡崎」が開業[3]。
- 2018年2月24日 - シネプレックス岡崎を「ユナイテッド・シネマ岡崎」に改称[4]。
- 2020年4月 - ユナイテッド・シネマ岡崎が新型コロナウイルス感染症流行の影響により同年5月21日まで臨時休館[5]。
- 2025年7月18日 - ユナイテッド・シネマ岡崎を「ローソン・ユナイテッドシネマ岡崎」に改称[6]。

## 主なテナント
- バロー羽根店
- ローソン・ユナイテッドシネマ岡崎
- TSUTAYAウイングタウン岡崎店
- キクチメガネ
- ABCマート
- スギ薬局
- キャンドゥ
- マックハウス
- ハニーズ
- 西松屋
- スタジオアリス
- ドトールコーヒーショップ
- ファーストキッチン
- スガキヤ
- サイゼリヤ
- 近畿日本ツーリスト
- ヤマハ音楽教室・英語教室
- 保険見直し本舗　ウイングタウン岡崎店
- 岡崎信用金庫緑丘支店ウイングタウン出張所

## ローソン・ユナイテッドシネマ岡崎

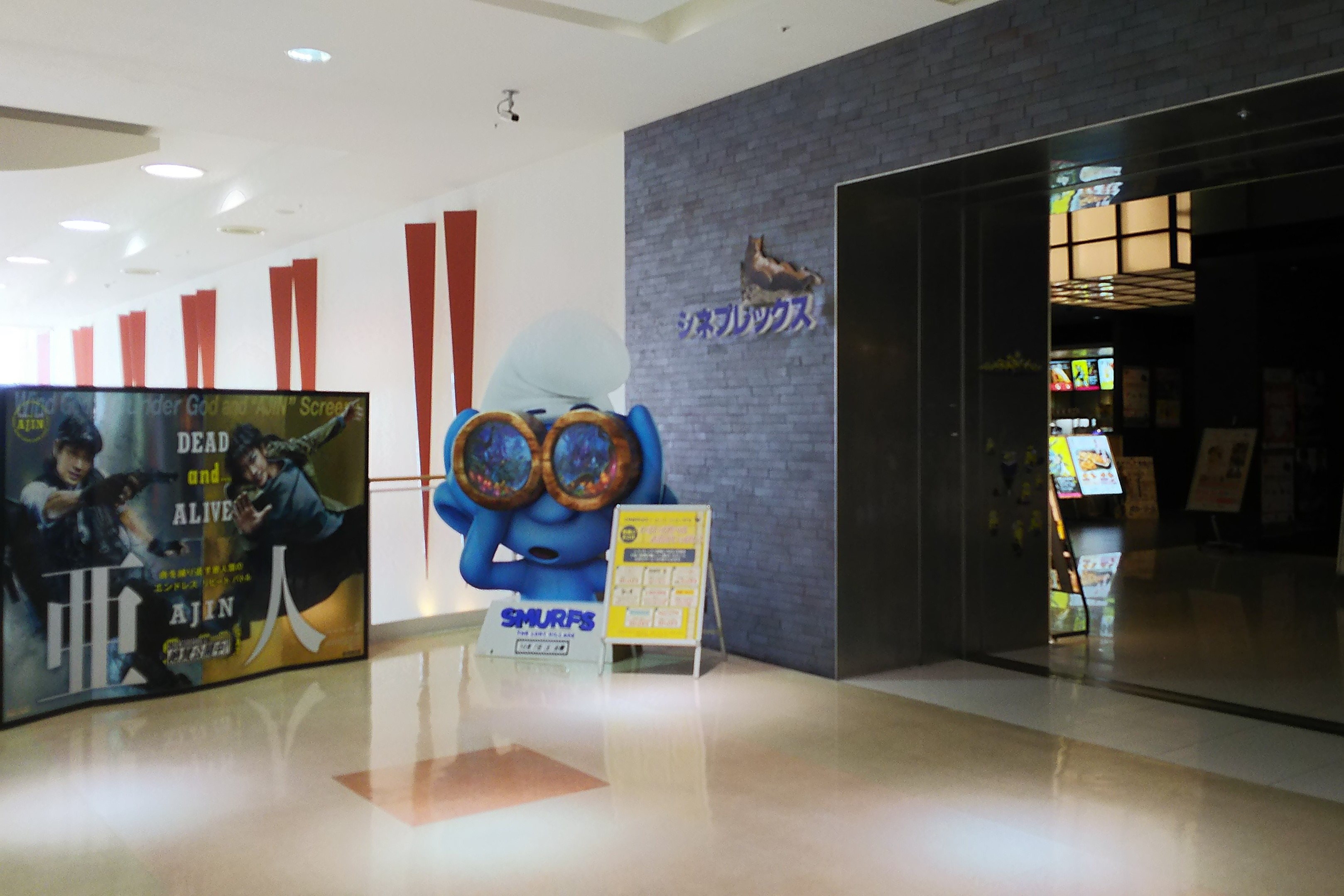
シネプレックス岡崎時代
（2017年10月撮影）

ウイングタウングランドオープン前の2007年7月14日に角川シネプレックス（当時）運営の『シネプレックス岡崎』として開業。シネプレックスのブランド名としては最後の新規開業施設となった。2013年にシネプレックスがユナイテッド・シネマに吸収合併され、以降はユナイテッド・シネマ（2024年3月1日以降はローソン・ユナイテッドシネマ）の運営となり、2018年2月24日にユナイテッド・シネマ岡崎に改称。その後2025年7月18日に現館名へ改称すると共に、スクリーン9をIMAXシアター（IMAXレーザー）に改修した。
岡崎市にとっては2006年1月19日に成人映画館「岡崎南映劇場」が閉館して以来1年半ぶりの映画館で、一般映画館としては2004年10月25日に閉館した「岡崎グランド劇場」以来2年9か月ぶりとなった。この翌年の2008年11月28日にはイオンモール岡崎内にイオンシネマ岡崎がオープンしており、同市内にシネコンが2サイト存在している。
| Screen No. | 座席数 | 備考                                           |
| ---------- | ------ | ---------------------------------------------- |
| 1          | 175    |                                                |
| 2          | 175    |                                                |
| 3          | 206    | 3Dデジタル                                     |
| 4          | 132    |                                                |
| 5          | 161    |                                                |
| 6          | 161    |                                                |
| 7          | 271    | HDCS（ヘラルド・ダイナミック・シネマサウンド） |
| 8          | 271    | HDCS（ヘラルド・ダイナミック・シネマサウンド） |
| 9          | 242    | IMAXレーザー                                   |